# 野洲川歴史公園サッカー場

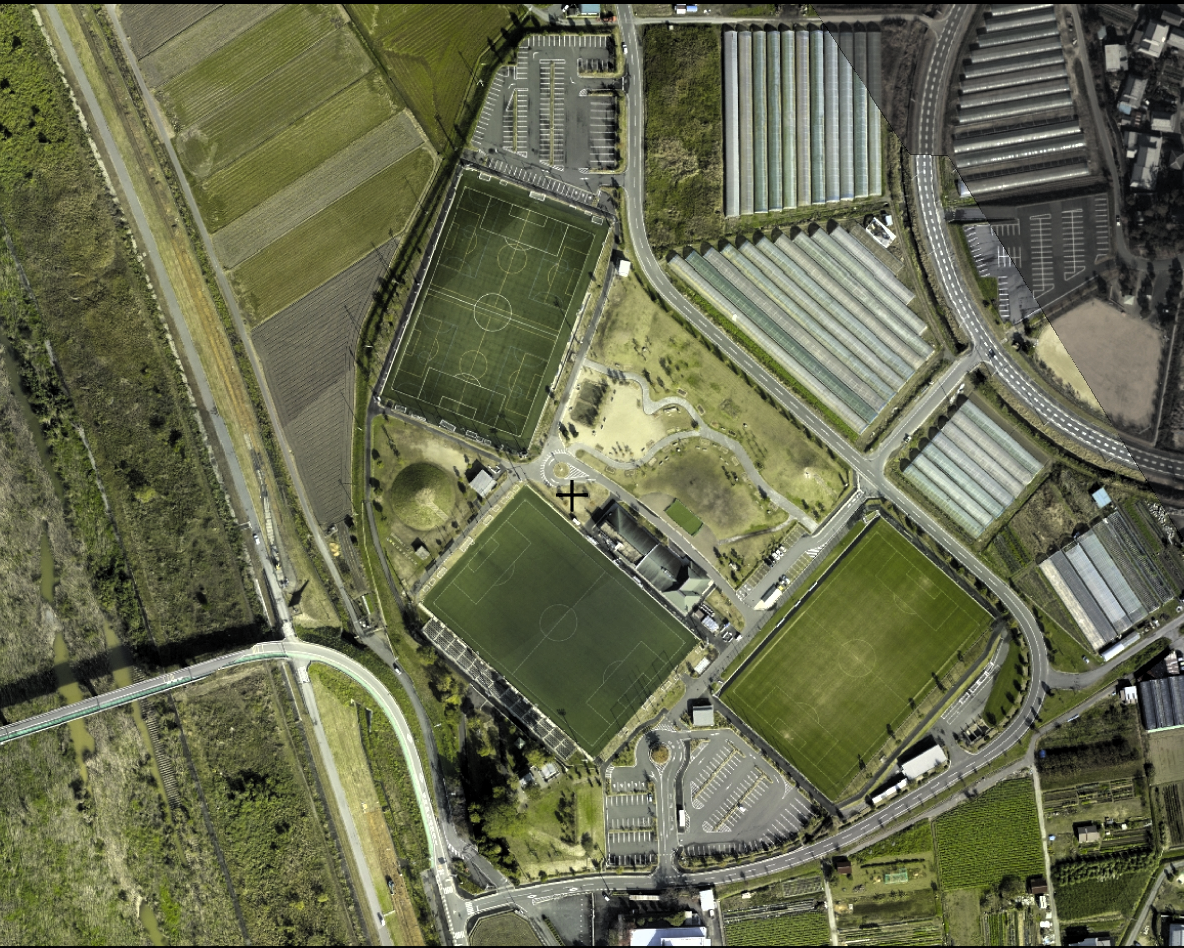
衛星図（提供：国土地理院）

野洲川歴史公園サッカー場（やすがわれきしこうえんサッカーじょう）は、滋賀県守山市の野洲川歴史公園内にあるサッカーグラウンド。施設は守山市が所有し、公益財団法人守山市文化体育振興事業団が指定管理者として運営管理を行っている。通称はビッグレイク。

## 概要

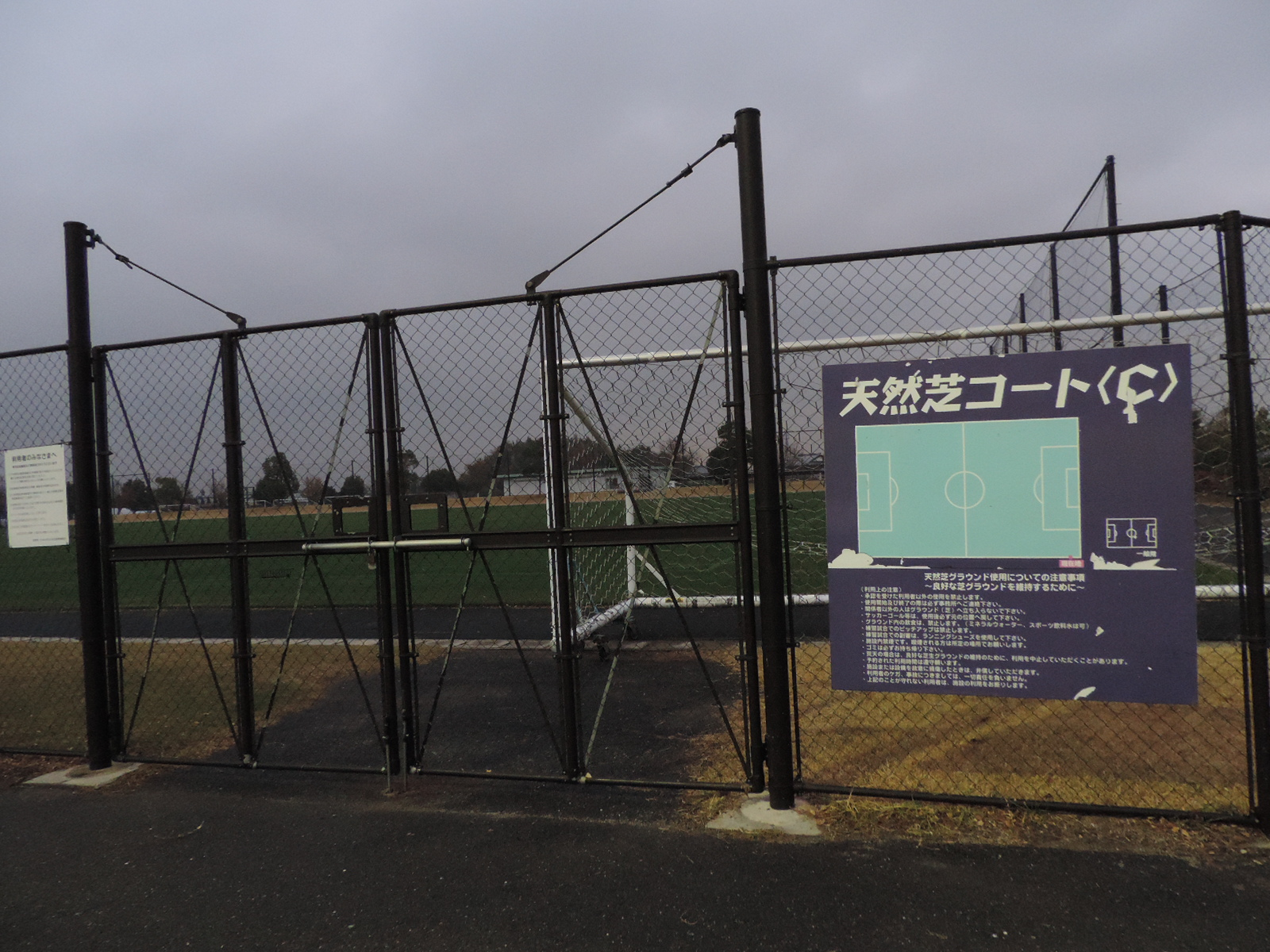
天然芝コートC（2017年11月）

「2002 FIFAワールドカップ記念事業」として実施された日本サッカー協会（JFA）の「サッカーを中心としたスポーツ環境整備モデル事業」の一環としてJFAの助成金2億1,400万円を得て地域のスポーツ文化の活性化を目指して整備された。総工費は約9億5,000万円であり、当施設は2005年（平成17年）10月1日に開場した。
サッカー場とクラブハウスなどを併設する施設であり、当施設完成時から滋賀県サッカー協会が入居している。

## 施設

### 屋外施設
サッカー場3面と芝生広場（田空公園）を併設し、当施設内の屋外通路はジョギングコースを兼ねている。コートの詳細は下記のとおり。なお、各コートともフットサル場（1コートにつき4面）を兼ねている。
| コート | 芝     | 照明設備          | ピッチサイズ | 備考                            |
| ------ | ------ | ----------------- | ------------ | ------------------------------- |
| A      | 人工芝 | 有り（075ルクス） | 105 m×68 m   |                                 |
| B      | 人工芝 | 有り（200ルクス） | 105 m×68 m   | スタンド型観客席（1,200席）あり |
| C      | 天然芝 | 無し              | 105 m×68 m   |                                 |

付記事項
- 人工芝のAコートとBコートには共に白色でサッカー用のラインが、赤色でミニサイズのサッカーのラインが一面ずつペイントされている[2]。サッカーラインの四隅にはフットサル用のラインがペイントされている[2]。

### クラブハウス
- 管理事務所
- サロン
- ロッカールーム
- シャワー室
- 会議室

（出典：）

## 定休日
- 火曜および祝日の翌日（※ただし、火曜が祝日の場合および祝日の翌日が土曜または日曜の場合は開場）と年末年始（12月29日 - 翌年1月3日）[6]

## アクセス
公共交通機関
- JR琵琶湖線（東海道本線）守山駅下車、タクシー約20分[6]。同駅から近江鉄道バス、「野洲川歴史公園サッカー場」停留所下車[6]。
- JR琵琶湖線（東海道本線）野洲駅下車、タクシー約15分[6]。  - （※近隣には近江鉄道バス「幸津川」停留所（守山市）と野洲市コミュニティバス「堤自治会館前」停留所（野洲市）がある[7]）

自動車
- 名神高速道路栗東IC下車、約30分[6][7]。
- 湖西道路真野IC下車、約20分[6][7]。  - （駐車場：大型車15台・普通車226台[6]）